# لی کون هی
لی کون-هی (کره‌ای: 이건희; هانجا: 李健熙)؛ (زاده ۹ ژانویهٔ ۱۹۴۲ در دئگو – درگذشته ۲۵ اکتبر ۲۰۲۰ در سئول) کارآفرین، بازرگان و مدیر ارشد اجرایی کره‌ای بود. وی به‌عنوان رئیس هیئت مدیره شرکت سامسونگ الکترونیکس کار می‌کرد.
وی سومین پسر بنیانگذار شرکت سامسونگ لی بیونگ-چول بود، که در سال ۲۰۱۳ مجله فوربز دارایی او را معادل ۱۲٫۶ میلیارد دلار اعلام نمود. کان-هی به زبان کره‌ای، زبان ژاپنی و زبان انگلیسی و مسلط بود. لی از سال ۱۹۹۶ عضوی از کمیته بین‌المللی المپیک محسوب می‌شد.
لی کون-هی در سال ۱۹۶۸ به کسب‌وکار کوچک پدر خود لی بیونگ-چول پیوست. او پس از مرگ پدرش در ۱۹۷۸ (میلادی) به مدیرعاملی سامسونگ رسید در آن هنگام سامسونگ، تولیدکننده محصولات بی‌کیفیت و ارزان بود. اما لی کون-هی توانست کسب‌وکار کوچک الکترونیکی سامسونگ را به به یکی از بزرگ‌ترین شرکت‌های فناوری جهان تبدیل کند و آن را به بخش‌های دیگری مانند بیمه و کشتیرانی گسترش دهد.
لی کون-هی دانش‌آموخته علم اقتصاد از دانشگاه واسدا است و مدرک ام‌بی‌ای خود را نیز از دانشگاه جرج واشینگتن گرفت. وی مالک اصلی گروه سامسونگ به‌شمار می‌آمد که در عمل، کنترل شرکت‌هایی چون صنایع سنگین سامسونگ، سامسونگ الکترونیکس، سامسونگ سی اند تی، سامسونگ لایف و… را در اختیار داشت.
لی کون-هی در ۲۵ اکتبر ۲۰۲۰ به‌دلیل کهولت سن و بیماری قلبی درگذشت. مالیات بر ارث او ۱۱ میلیارد دلار آمریکا بود که بیش از نیمی از کل دارایی‌های مدیر عامل پیشین سامسونگ است.
لی کون-هی در سال ۱۹۹۳ به کارمندانش گفته بود: «بیایید همه چیز جز زن و فرزندانمان تغییر دهیم.»